# Al Fida
Al Fida (en àrab الفداء, al-Fidāʾ; en amazic ⵍⴼⵉⴷⴰ) és un districte (arrondissement) de la ciutat de Casablanca, dins la prefectura de Casablanca, a la regió de Casablanca-Settat, al Marroc. Segons el cens de 2014 tenia una població total de 158.667 persones. Dins el seu territori hi ha el municipi de Méchouar de Casablanca.